# Конотоп Василь Іванович
Василь Іванович Конотоп (13 лютого 1916, селище Буди, тепер Харківського району Харківської області — 19 вересня 1995, місто Москва)  — радянський державний і партійний діяч, 1-й секретар Московського обкому КПРС (1964—1985). Кандидат у члени ЦК КПРС (1961—1964). Член ЦК КПРС (1964—1986). Депутат Верховної Ради СРСР 4—11-го скликань (1957—1989). Член Президії Верховної Ради СРСР (1966—1984).

## Біографія
Народився в родині робітника порцелянової фабрики. З 1930 року навчався у Харківському хімічному технікумі.
У 1933—1935 роках — технік-хімік в науково-дослідному інституті, а потім на дослідному заводі.
У 1935—1940 роках — студент Харківського механіко-машинобудівного інституту.
У 1940—1942 роках — інженер-конструктор на Ворошиловградському паровозобудівному заводі Ворошиловградської області; на будівництві танкового заводу в місті Омську.
У серпні 1942—1949 роках — інженер-конструктор, у 1949—1952 роках — заступник секретаря комітету ВКП(б), партійний організатор ЦК ВКП(б) на Коломенському паровозобудівному заводі Московської області.
Член ВКП(б) з 1944 року.
У 1952 — липні 1956 року — 1-й секретар Коломенського районного комітету КПРС Московської області.
У липні 1956 — 8 квітня 1959 року — 2-й секретар Московського обласного комітету КПРС.
10 березня 1959 — січень 1963 року — голова виконавчого комітету Московської обласної ради депутатів трудящих.
6 грудня 1962 — 17 січня 1963 року — голова Організаційного бюро Московського обласного комітету КПРС по сільськогосподарському виробництву.
17 січня 1963 — 15 грудня 1964 року — 1-й секретар Московського сільського обласного комітету КПРС.
15 грудня 1964 — 16 листопада 1985 року — 1-й секретар Московського обласного комітету КПРС.
З листопада 1985 року — персональний пенсіонер союзного значення у Москві. Похований на Новодівочому цвинтарі.

## Нагороди та звання
- чотири ордени Леніна
- орден Дружби народів
- ордени
- медалі
- почесний громадянин Московської області (30.09.1999, посмертно)